# Francisca Mardones
Pour les articles homonymes, voir Mardones et Sepulveda.
Francisca Mardones Sepúlveda, née le 24 septembre 1977 à Santiago, est une joueuse de tennis en fauteuil roulant et athlète handisport chilienne, concourant en lancers dans la catégorie F54 pour les athlètes en fauteuil roulant.

## Carrière
Avant de se tourner vers l'athlétisme, Francisca Mardones pratique le tennis à haut niveau depuis 2006. Elle participe aux Jeux paralympiques d'été de 2012 et de 2016 où elle est respectivement éliminée au deuxième et au premier tour. Dans cette discipline, elle remporte le bronze aux Jeux parapanaméricains de 2007 et aux Jeux de 2011. Active sur le circuit international entre 2007 et 2016, elle atteint le 11e rang mondial en août 2013. Elle a remporté deux tournois en simple et dix en double.
Mardones finit 4e du lancer du javelot F54 aux Jeux parapanaméricains de 2019 mais en décembre 2020, elle reçoit finalement la médaille de bronze après la disqualification pour dopage de l'Américaine Sebastiana Lopez. La même année, elle remporte l'or aux Mondiaux sur le lancer du poids.
En remportant l'or sur le lancer du poids F54 aux Jeux paralympiques d'été de 2020, devient la première chilienne championne paralympique de toute l'histoire des Jeux. Pour remporter cette médaille, elle bat le record du monde de la discipline avec un jet à 8,33 m.

## Vie privée
Le 5 novembre 1999, lors du passage de l'ouragan Lenny à Porto Rico où elle réside alors, Francisca Mardones fait une chute de sept mètres à la suite d'un glissement de terrain. La colonne fracturée, elle est retrouvée seulement deux jours plus tard et malgré vingt opérations, reste clouée dans un fauteuil.
En 2019, Mattel créé un poupée Barbie à son effigie.

## Palmarès

### Jeux paralympiques
- médaille d'or du lancer du poids F54 aux Jeux paralympiques d'été de 2020 à Tokyo

### Championnats du monde
- médaille d'or du lancer du poids F54 aux Championnats du monde 2019 à Dubaï

### Jeux parapanaméricains

#### Athlétisme
- médaille d'argent du lancer du poids F54 aux Jeux parapanaméricains de 2019 à Lima
- médaille de bronze du lancer du javelot F54 aux Jeux parapanaméricains de 2019 à Lima

#### Tennis en fauteuil
- médaille de bronze en individuel aux Jeux parapanaméricains de 2007 à Rio de Janeiro
- médaille de bronze en individuel aux Jeux parapanaméricains de 2011 à Guadalajara